# Langenseifen
Langenseifen ist der westlichste Stadtteil der Stadt Bad Schwalbach im südhessischen Rheingau-Taunus-Kreis.

## Geographie
Langenseifen liegt westlich von Bad Schwalbach auf einem Höhenrücken, der zum Westlichen Aartaunus gehört, jedoch weit nach Westen abzweigt und hoch über die Täler des Dornbachs im Norden und des Fischbachs im Süden aufragt, die schon zum Wispertaunus gezählt werden.
Langenseifen ist umgeben von ausgedehnten landwirtschaftlichen Flächen, die von teilweise steil abfallenden bewaldeten Talhängen umrahmt sind.

## Geschichte

### Überblick
Die älteste bekannte schriftliche Erwähnung von Langenseifen erfolgte unter dem Namen Langensiven um das Jahr 1270.
Langenseifen wird im Jahr 1270 als Langensiven erstmals urkundlich erwähnt. 
Es war eines der 15 überhöhischen Dörfer, die nach einer Grenzbeschreibung des Rheingauer Weistum von 1324 zum Kurmainzischen Territorium gehörten und außerhalb des Rheingauer Gebücks lagen. Der Mittelpunkt der überhöhischen Dörfer war Bärstadt.
Zur Zeit des Herzogtums Nassau gehörte Michelbach zum Amt Langen-Schwalbach. Nach der Annexion durch Preußen wurde es 1867 dem Untertaunuskreis im Regierungsbezirk Wiesbaden zugeordnet.
Seit dem 31. Dezember 1971 ist die bis dahin selbständige Gemeinde Langenseifen nach einer freiwilligen Eingemeindung im Zuge der Gebietsreform in Hessen ein Stadtteil von Bad Schwalbach. Wie für jeden Stadtteil außerhalb der Kernstadt wurde durch die Hauptsatzung auch für Langenseifen ein Ortsbezirk mit Ortsbeirat und Ortsvorsteher eingerichtet.

### Territorialgeschichte und Verwaltung im Überblick
Die folgende Liste zeigt im Überblick die Territorien, in denen Langenseifen lag, bzw. die Verwaltungseinheiten, denen es unterstand:
- 1530 und später: Heiliges Römisches Reich, Landgrafschaft Hessen, Niedergrafschaft Katzenelnbogen, Amt Hohenstein
- ab 1567: Heiliges Römisches Reich, Hessen-Rheinfels, Niedergrafschaft Katzenelnbogen, Amt Hohenstein
- ab 1583: Heiliges Römisches Reich, Landgrafschaft Hessen-Darmstadt, Niedergrafschaft Katzenelnbogen, Amt Hohenstein
- ab 1648: Heiliges Römisches Reich, Landgrafschaft Hessen-Kassel, Niedergrafschaft Katzenelnbogen, Amt Hohenstein
- 1806–1813: Kaiserreich Frankreich, Niedergrafschaft Katzenelnbogen (Pays réservé de Catzenellenbogen)
- ab 1816: Deutscher Bund, Herzogtum Nassau, Amt Langen-Schwalbach
- ab 1849: Deutscher Bund, Herzogtum Nassau, Regierungsbezirk Wiesbaden, Kreisamt Langen-Schwalbach (Trennung zwischen Justiz (Justizamt Langen-Schwalbach) und Verwaltung)
- ab 1854: Deutscher Bund, Herzogtum Nassau, Amt Langenschwalbach
- ab 1867: Königreich Preußen, Provinz Hessen-Nassau, Regierungsbezirk Wiesbaden, Untertaunuskreis
- ab 1871: Deutsches Reich, Königreich Preußen, Provinz Hessen-Nassau, Regierungsbezirk Wiesbaden, Untertaunuskreis
- ab 1918: Deutsches Reich, Freistaat Preußen, Provinz Hessen-Nassau, Regierungsbezirk Wiesbaden, Untertaunuskreis
- ab 1944: Deutsches Reich, Freistaat Preußen, Provinz Nassau, Untertaunuskreis
- ab 1945: Amerikanische Besatzungszone, Groß-Hessen, Regierungsbezirk Wiesbaden, Untertaunuskreis
- ab 1949: Bundesrepublik Deutschland, Land Hessen (ab 1946), Untertaunuskreis
- ab 1968: Bundesrepublik Deutschland, Regierungsbezirk Darmstadt, Untertaunuskreis
- am 31. Dezember 1971 als Stadtteil zu Bad Schwalbach
- ab 1977: Bundesrepublik Deutschland, Regierungsbezirk Darmstadt, Rheingau-Taunus-Kreis

### Einwohnerentwicklung

#### Einwohnerstruktur
Nach den Erhebungen des Zensus 2011 lebten am Stichtag dem 9. Mai 2011 in Langenseifen 465 Einwohner. Darunter waren 15 (3,2 %) Ausländer.
Nach dem Lebensalter waren 69 Einwohner unter 18 Jahren, 195 zwischen 18 und 49, 108 zwischen 50 und 64 und 93 Einwohner waren älter.
Die Einwohner lebten in 198 Haushalten. Davon waren 48 Singlehaushalte, 75 Paare ohne Kinder und 57 Paare mit Kindern, sowie 15 Alleinerziehende und 3 Wohngemeinschaften. In 42 Haushalten lebten ausschließlich Senioren/-innen und in 132 Haushaltungen lebten keine Senioren/-innen.

#### Einwohnerzahlen
- 1587: 14 Hausgesesse[1]

| Langenseifen: Einwohnerzahlen von 1809 bis 2017 | Langenseifen: Einwohnerzahlen von 1809 bis 2017 | Langenseifen: Einwohnerzahlen von 1809 bis 2017 | Langenseifen: Einwohnerzahlen von 1809 bis 2017 | Langenseifen: Einwohnerzahlen von 1809 bis 2017 |
| --- | ----------------------------------------------- | ----------------------------------------------- | ----------------------------------------------- | ----------------------------------------------- |
| Jahr |                                                 |                                                 |                                                 | Einwohner                                       |
| 1809 | 1809                                            |                                                 | 213                                             | 213                                             |
| 1827 | 1827                                            |                                                 | 243                                             | 243                                             |
| 1834 | 1834                                            |                                                 | 233                                             | 233                                             |
| 1840 | 1840                                            |                                                 | 268                                             | 268                                             |
| 1846 | 1846                                            |                                                 | 279                                             | 279                                             |
| 1852 | 1852                                            |                                                 | 285                                             | 285                                             |
| 1858 | 1858                                            |                                                 | 256                                             | 256                                             |
| 1864 | 1864                                            |                                                 | 265                                             | 265                                             |
| 1871 | 1871                                            |                                                 | 258                                             | 258                                             |
| 1875 | 1875                                            |                                                 | 257                                             | 257                                             |
| 1885 | 1885                                            |                                                 | 239                                             | 239                                             |
| 1895 | 1895                                            |                                                 | 210                                             | 210                                             |
| 1905 | 1905                                            |                                                 | 221                                             | 221                                             |
| 1910 | 1910                                            |                                                 | 205                                             | 205                                             |
| 1925 | 1925                                            |                                                 | 195                                             | 195                                             |
| 1939 | 1939                                            |                                                 | 199                                             | 199                                             |
| 1946 | 1946                                            |                                                 | 294                                             | 294                                             |
| 1950 | 1950                                            |                                                 | 278                                             | 278                                             |
| 1956 | 1956                                            |                                                 | 243                                             | 243                                             |
| 1961 | 1961                                            |                                                 | 244                                             | 244                                             |
| 1967 | 1967                                            |                                                 | 284                                             | 284                                             |
| 1970 | 1970                                            |                                                 | 289                                             | 289                                             |
| 1980 | 1980                                            |                                                 | ?                                               | ?                                               |
| 1990 | 1990                                            |                                                 | ?                                               | ?                                               |
| 2000 | 2000                                            |                                                 | ?                                               | ?                                               |
| 2005 | 2005                                            |                                                 | 498                                             | 498                                             |
| 2011 | 2011                                            |                                                 | 465                                             | 465                                             |
| 2015 | 2015                                            |                                                 | 393                                             | 393                                             |
| 2017 | 2017                                            |                                                 | 398                                             | 398                                             |
| Datenquelle: Historisches Gemeindeverzeichnis für Hessen: Die Bevölkerung der Gemeinden 1834 bis 1967. Wiesbaden: Hessisches Statistisches Landesamt, 1968. Weitere Quellen: LAGIS; Stadt Bad Schwalbach; Zensus 2011 |                                                 |                                                 |                                                 |                                                 |

#### Religionszugehörigkeit
| Quelle: Historisches Ortslexikon |                                                                    |
| • 1885:                          | 236 evangelische (= 98,74 %), 3 katholische (= 1,26 %) Einwohner   |
| • 1961:                          | 194 evangelische (= 79,51 %), 48 katholische (= 19,67 %) Einwohner |

## Kultur und Sehenswürdigkeiten

### Bauwerke

#### Ortsbild
Das Ortsbild wird von folgenden historischen Gebäuden geprägt: der 1822 am westlichen Ortsausgang erbauten Schule (heute Heimatmuseum), dem Brunnenhaus von 1832 und dem 1839 in der Ortsmitte errichteten Rathaus.

#### Kapelle

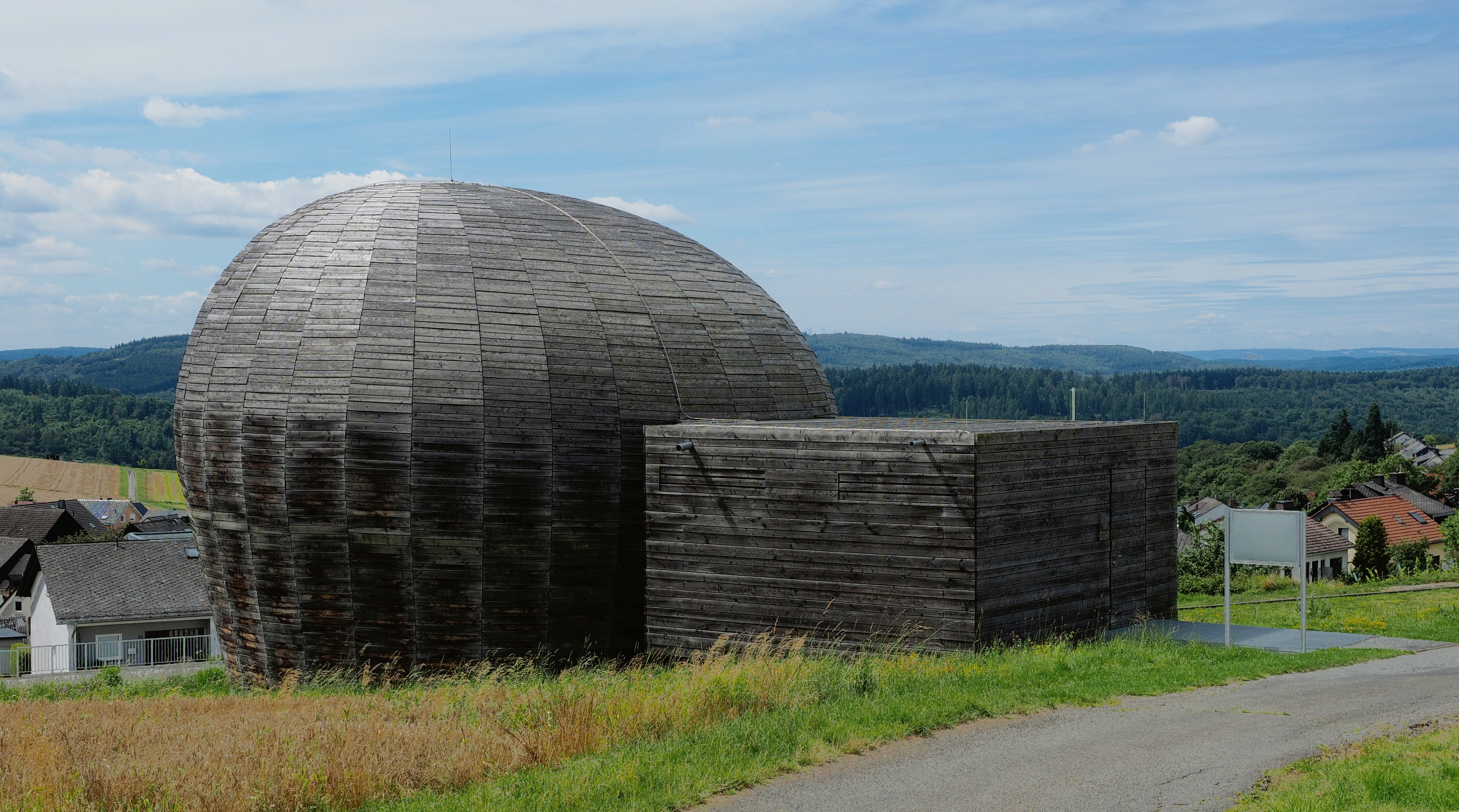
Kapelle Langenseifen

Seit 2012 steht die Evangelische Feldkapelle oberhalb des Ortes. Der einzigartige Kuppelbau aus natürlichem Lärchenholz bietet Platz für 60 Personen.
Ab 2005 wurden Ideen für den ersten Kirchenbau Langenseifens entwickelt. Als erster Schritt sollte ein Altar auf dem freien Feld errichtet werden. Der Bildhauer Holger Walter stellte eine 3,92 m hohe natürliche Basaltlava-Säule auf. 2007 reiste eine Besuchergruppe aus Island eigens nach Langenseifen, um den „Altar auf dem Feld“ zu besichtigen.
Anschließend entwarf Architektin Barbara Schmid die Kapelle, die um die bestehende Skulptur herum gebaut wurde. Die Skulptur steht nun im Gottesdienstraum und kann als Altar genutzt werden. Der ansonsten fensterlose Raum erhält nur durch ein rundes Glasfenster direkt über dem Altar natürliches Licht. Er besitzt eine charakteristische Atmosphäre und wird für verschiedene Veranstaltungen genutzt.

### Vereine
Zum Vereinsleben gehören der Männergesangverein Liederkranz 1896, die Freiwillige Feuerwehr 1934, der Sportverein 1963, der Heimatverein „Bei uns deham“ und ein Seniorenclub.

## Wirtschaft und Infrastruktur

### Tourismus
Langenseifen bietet sich Naturinteressierten als Ausgangspunkt für Wanderungen durch den Hinterlandswald im Wispertaunus an. Der Wispertaunus ist einer der waldreichsten Teile des Taunus und wurde zu großen Teilen als FFH-Gebiet ausgewiesen. Zudem ist die ganze Region Teil des Naturpark Rhein-Taunus, der den Menschen eine naturnahe Erholung ermöglichen will.

### Verkehr
Langenseifen liegt an der L 3374, die in Ost-West-Richtung die kürzeste Verbindung von Bad Schwalbach zum Wispertal nach Geroldstein und Lorch darstellt. Drei Kilometer östlich von Langenseifen hat die Landstraße Anschluss an die Bundesstraße 260, über die man nach Süden Wiesbaden und das Rhein-Main-Gebiet erreichen kann.

## Persönlichkeiten
- Hanns Sinzig (1901–1992), 1948–1966 Landrat des Kreises Altenkirchen